# Basket Rimini 1996-1997
Questa voce raccoglie le informazioni riguardanti il Basket Rimini, sponsorizzato Koncret, nelle competizioni ufficiali della stagione 1996-1997.

## Verdetti stagionali
- Campionato di Serie A2:
  - stagione regolare: 1º posto su 12 squadre (bilancio di 23 vittorie e 9 sconfitte);
  - play-off: vincitore;
    - promozione in Serie A1.

## Stagione
La squadra di coach Piero Bucchi staziona stabilmente nelle zone alte della classifica, e dalla 6ª giornata in poi è sempre capolista fino alla fine. La regular season si chiude con 4 punti di vantaggio sulle inseguitrici.
Ai play-off la Koncret si sbarazza della Juvecaserta vincendo 3-0 le semifinali per merito dei due successi interni intervallati dall'affermazione esterna sul parquet del PalaMaggiò. Si arriva così alla serie finale contro Montecatini: gara1 viene decisa al supplementare da un canestro di Germán Scarone a 5 secondi dallo scadere. La seconda sfida viene disputata sul campo dei toscani, ma il 65-73 finale premia i biancorossi romagnoli grazie anche alla prestazione di Scarone che chiude con 9 su 9 dal campo. Al Plaminio i riminesi festeggiano il ritorno nella massima serie dopo 4 anni di A2 con la vittoria 75-64 nella terza sfida della serie.

## Roster

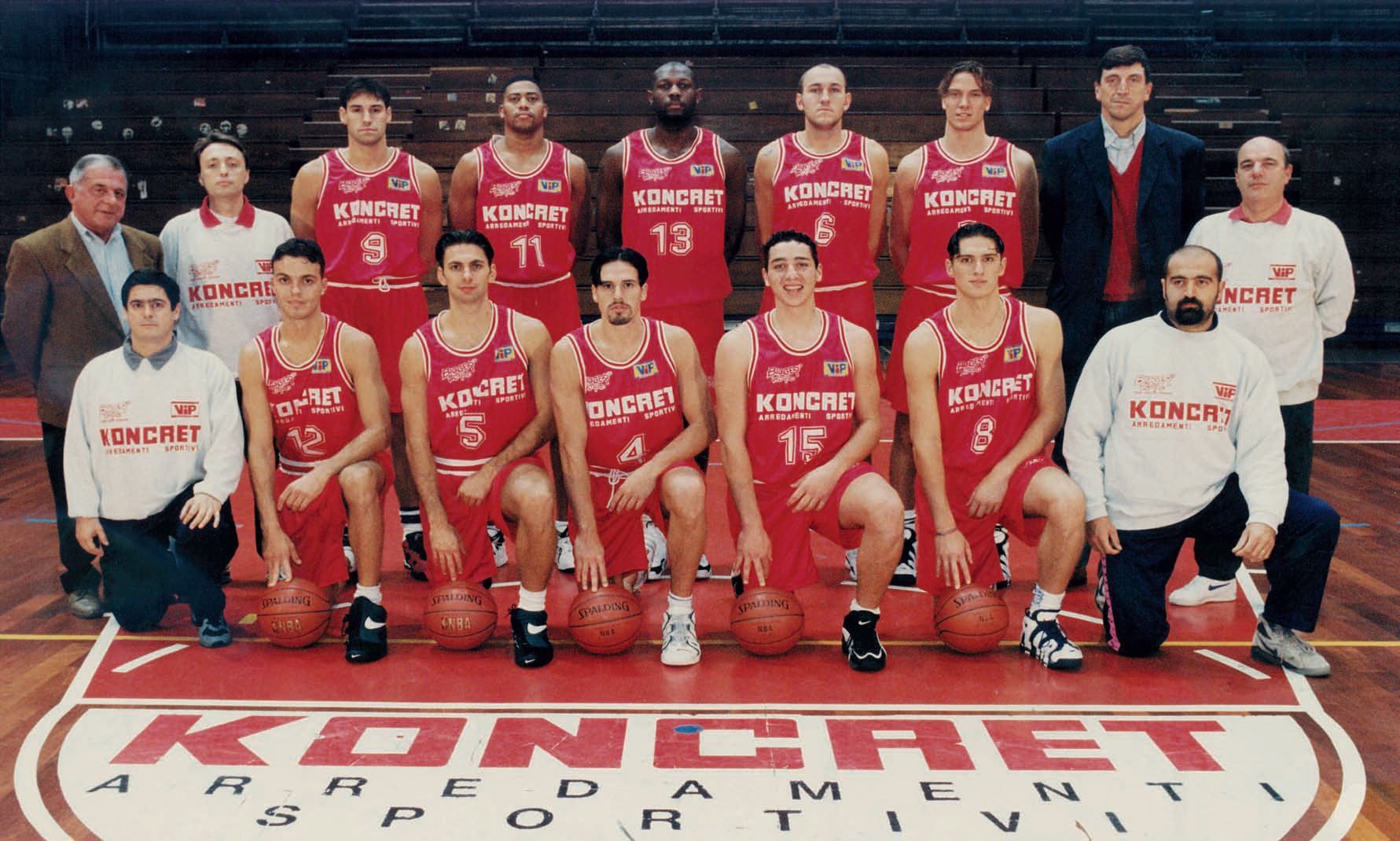
In piedi da sinistra: il medico sociale dr. Enzo Corbari, l'allenatore Piero Bucchi, Andrea Dallamora, Joe Wylie, Derrick Chandler, Gabriele "Gelo" Rusin, Dimitri Agostini, il team manager Renzo Vecchiato, il preparatore atletico Lino Saulle.
Seduti da sinistra: il massaggiatore Giorgio Manca, Matteo Benzi, Massimiliano Romboli, German Scarone, Mauro Morri, Alex Righetti e il vice-allenatore Giampiero Ticchi.

| Giocatori |
| --------- |

|  | Naz.                                     | Ruolo | Sportivo             | Anno | Alt. | Peso |  |
|  | ---------------------------------------- | ----- | -------------------- | ---- | ---- | ---- |  |
|  | Italia (bandiera)                        | AC    | Dimitri Agostini     | 1976 | 202  | 102  |  |
|  | Argentina (bandiera) · Italia (bandiera) | P     | Germán Scarone       | 1975 | 190  | 86   |  |
|  | Italia (bandiera)                        | C     | Gabriele Rusin       | 1972 | 205  |      |  |
|  | Italia (bandiera)                        | PG    | Massimiliano Romboli | 1971 | 192  | 84   |  |
|  | Italia (bandiera)                        | A     | Alex Righetti        | 1977 | 200  | 98   |  |
|  | Italia (bandiera)                        | PG    | Mauro Morri          | 1977 | 187  | 92   |  |
|  | Italia (bandiera)                        | G     | Andrea Dallamora     | 1970 | 200  | 98   |  |
|  | Stati Uniti (bandiera)                   | C     | Derrick Chandler     | 1970 | 208  | 118  |  |
|  | Italia (bandiera)                        | PG    | Matteo Benzi         | 1975 | 194  | 85   |  |
|  | Italia (bandiera)                        | AC    | Joe Wylie            | 1968 | 203  | 95   |  |

| Staff tecnico                |
| ---------------------------- |
| Allenatore: Piero Bucchi     |
| Assistente: Giampiero Ticchi |

| Giocatori acquisiti a stagione in corso |
| --------------------------------------- |

| Giocatori ceduti a stagione in corso |
| ------------------------------------ |

 LegaBasket: Dettaglio statistico (archiviato dall'url originale il 13 gennaio 2012).

## Risultati

### Campionato

#### Play-off girone A
| Arbitri: | Pierluigi D'Este Marcello Reatto |

|                  |          |            |
| Wylie 23         | Punti    | 15 Johnson |
| Scarone, Wylie 3 | Assist   | 2 Fazzi    |
| Chandler 12      | Rimbalzi | 9 Battie   |

| Arbitri: | Angelo Tullio Roberto Pasetto |

|            |          |            |
| Fazzi 20   | Punti    | 26 Scarone |
| Fazzi 2    | Assist   | 1 Scarone  |
| Saccardo 6 | Rimbalzi | 12 Wylie   |

| Arbitri: | Giampaolo Cicoria Sergio Borroni |

|            |          |          |
| Scarone 30 | Punti    | 31 Chuí  |
| Scarone 7  | Assist   | 5 Townes |
| Wylie 14   | Rimbalzi | 7 Falco  |

| Arbitri: | Marco Giansanti Luciano Tola |

|             |          |             |
| Scarone 26  | Punti    | 20 Williams |
| Wylie 4     | Assist   | 2 Branch    |
| Chandler 11 | Rimbalzi | 9 Williams  |

| Arbitri: | Gennaro Colucci Sergio Borroni |

|                      |          |                  |
| Williams 13          | Punti    | 23 Scarone       |
| Cattabiani, Branch 2 | Assist   | 2 Scarone, Wylie |
| Barlow 7             | Rimbalzi | 10 Wylie         |

| Arbitri: | Alberto Grossi Angelo Tullio |

|            |          |             |
| Romboli 19 | Punti    | 19 Williams |
| Scarone 2  | Assist   | 3 Labella   |
| Wylie 15   | Rimbalzi | 13 Barlow   |